# مبارك أباد (نجف أباد)
مبارك أباد (بالفارسية: مبارک‌آباد) هي قرية تقع في إيران في قسم نجف أباد الريفي. يقدر عدد سكانها بـ 51 نسمة .